# Walter Argus
Wally Argus (ur. 29 maja 1921 w Auckland, zm. 21 października 2016 w Christchurch) – nowozelandzki rugbysta, reprezentant kraju.
Uczęszczał do Albury School, a następnie do Pleasant Point District High School. W wieku siedemnastu lat zadebiutował w seniorskim zespole Southern Football Club, wybrany był do reprezentacji szkół średnich South Canterbury, a w latach 1938–1939 dodatkowo do podzwiązku Mackenzie. Po wybuchu II wojny światowej przeniósł się do Christchurch, gdzie grał dla Linwood Club, w latach 1941–1942 był także wybierany do regionalnej drużyny Canterbury. Zgłosił się następnie na ochotnika do wojska, służył w Północnej Afryce oraz Włoszech. Już po zakończeniu konfliktu był członkiem zespołu nowozelandzkiej armii, który w latach 1945–1946 odbył tournée po Europie, a podczas niego wystąpił siedemnaście razy zaliczając dwanaście przyłożeń.
Po powrocie do kraju ponownie grał dla Canterbury, również jako kapitan, został reprezentantem Wyspy Południowej, a także otrzymał powołanie do kadry narodowej. Zagrał z nią w dwóch testmeczach z Wallabies, zaś rok później znalazł się w składzie na tournée po Australii, gdzie wystąpił w ośmiu z dziesięciu spotkań, w tym w obu testmeczach, z dwunastoma przyłożeniami będąc najskuteczniejszym pod tym względem zawodnikiem. Został także wybrany na wyprawę do Południowej Afryki w 1949 roku, z której jednak się wycofał, przeciwko Australijczykom w tym roku nie wystąpił zaś z powodu kontuzji. Łącznie zatem zagrał w dziesięciu spotkaniach All Blacks, w tym w czterech testmeczach.
Pracował w przedsiębiorstwie mięsnym, a następnie zajmował się uprawą i sprzedażą płodów rolnych. Żonaty z Eileen Hogan, ojciec Waltera i Helen.
Od śmierci Boba Scotta w listopadzie 2012 roku był najstarszym żyjącym reprezentantem kraju. Zmarł w wieku dziewięćdziesięciu pięciu lat, przez ostatni rok przebywając w domu opieki i zmagając się z chorobą.